# Parafia Chrystusa Zbawiciela w San Francisco
Parafia Chrystusa Zbawiciela – jedna z prawosławnych parafii w San Francisco, erygowana w 2001. Należy do diecezji Zachodu Kościoła Prawosławnego w Ameryce.

## Historia
W 1952 budynek na roku ul. Anza i Dwunastej Alei został zakupiony przez Metropolię z zamiarem urządzenia w nim rezydencji arcybiskupa Jana Szachowskiego), w której rozmieszczono również domową kaplicę Chrystusa Zbawiciela. Była ona ogólnie dostępna. W ciągu lat 50. i 60. XX wieku znaczna liczba rosyjskich wiernych prawosławnych przeniosła się do dzielnic sąsiadujących z domem arcybiskupa i zaczęła uczęszczać na nabożeństwa do jego kaplicy. W związku z tym postanowiono wznieść na tym miejscu większą cerkiew.
Powstała w latach 1963–1965 cerkiew była świątynią pomocniczą soboru Trójcy Świętej. Według szacunków parafii uczęszczało do niej regularnie ok. 100 osób, tj. 1/3 prawosławnej społeczności San Francisco w jurysdykcji Metropolii. Część z nich wystąpiła jednak z jurysdykcji Kościoła Prawosławnego w Ameryce po uzyskaniu przezeń autokefalii i przeszła do parafii Rosyjskiego Kościoła Prawosławnego poza granicami Rosji.
W 2001 przy cerkwi Chrystusa Zbawiciela powołano odrębną parafię. Podczas gdy parafia przy soborze posługuje się w swojej działalności językiem angielskim, w parafii Chrystusa Zbawiciela został zachowany język cerkiewnosłowiański i kalendarz juliański. Parafia prowadzi rosyjskojęzyczną bibliotekę i szkołę niedzielną.